# Vänersborg
Vänersborg (em sueco: Vänersborg;  PRONÚNCIA) ou Venersburgo (em latim: Venersburgum) é uma cidade sueca da província da Västergötland, na região de Gotalândia. Pertence à comuna de Vänersborg, no condado de Västra Götaland.É a sede da Região Västra Götaland, a organização político-administrativa do condado da Västra Götaland.Tem 11.3 quilômetros quadrados e de acordo com o censo de 2018, havia 23 652 residentes.Está situada a 10 km a norte da cidade Trollhättan e a 85 km a nordeste de Gotemburgo.Tradicionalmente é importante ao comércio marítimo da região, pois está às margens do rio Gota próximo ao maior lago da Suécia, o lago Vänern, e o grande porto de Gotemburgo.

## Etimologia
O topônimo Vänersborg deriva das palavras nórdicas Vänern (o lago local) e borg (fortificação), significando "fortificações junto ao lago Vener". Foi mencionado como Vennersborg em 1644.

## História

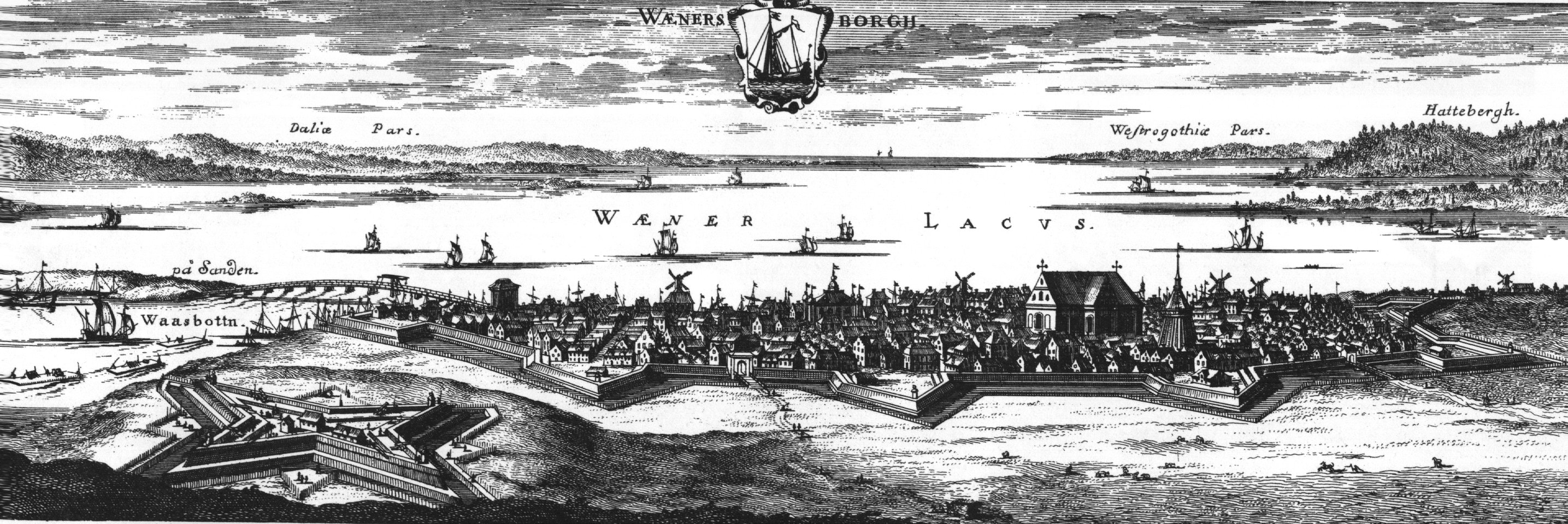
Vänersborg por volta de 1700, numa gravura de Suecia antiqua et hodierna.

Em meados do século XVI existia no lugar da atual cidade uma localidade chamada Brätte, que recebeu ”privilégios de cidade” em 1619. Alguns anos mais tarde – em 1644 – surge Vänersborg, com ainda mais ”privilégios de cidade”. 
A base económica da pequena urbe era o comércio e o transporte de ferro e madeira vindos da área à volta do lago Vänern.
Com a abertura do canal de Trollhättan e do canal de Göta, no século XIX, a cidade sofreu um grande desenvolvimento industrial. Todavia, começou a mudar, tendo adquirido o carácter de cidade de serviços, a partir da década de 1930, com especial relevo para o hospital central e o hospital psiquiátrico. Hoje em dia, é o local do parlamento regional da Região Västra Götaland, albergando algumas unidades político-administrativas.

## Comunicações
A estrada europeia E45 (Östersund-Gotemburgo) passa a poucos quilómetros a oeste da cidade de Vänersborg. É um nó ferroviário com ligações a Gotemburgo, Borås, Uddevalla, Trollhättan, Herrljunga, Estocolmo, Oslo e Karlstad. O aeroporto de Trollhättan-Vänersborg fica a 8 km a sul de Vänersborg. É servida pelo porto de Vänersborg, no ponto de encontro do canal de Trollhättan e o lago Vänern.

## Turismo
Vänersborg está situada junto ao lago Vänern, e é conhecida como ”a pequena Paris”, um epíteto recebido do poeta Birger Sjöberg. Atrai muitos turistas através das suas instalações balneares, como Skräcklan e Ursand. Dispõe do Museu de Vänersborg (Vänersborgs museum), onde se pode ver como era um museu no século XIX.